# Lista de pistolas
Esta é uma lista de pistolas.
A tabela é classificável. 
| Nome                               | Fabricante                                                  | Imagem                          | Cartucho | País                                                   | Ano   |
| ---------------------------------- | ----------------------------------------------------------- | ------------------------------- | --- | ------------------------------------------------------ | ----- |
| 2mm Kolibri                        | Kolibri                                                     |                                 | 2.7 mm | Áustria-Hungria                                        | 1914  |
| Akdal Ghost TR01                   | Akdal Arms                                                  |                                 | 9×19mm Parabellum | Turquia                                                | 1990  |
| ALFA Combat                        | ALFA-PROJ                                                   |                                 | 9×19mm Parabellum .40 S&W .45 ACP                                                                                              | Checoslováquia                                         | 1980  |
| ALFA Defender                      | ALFA-PROJ                                                   |                                 | 9×19mm Parabellum .40 S&W .45 ACP                                                                                              | Checoslováquia                                         | 1982  |
| AMT AutoMag II                     | Arcadia Machine and Tool                                    |                                 | .22 Winchester Magnum Rimfire                                                                                                  | Estados Unidos                                         | 1970s |
| AMT AutoMag III                    | Arcadia Machine and Tool                                    |                                 | .30 Carbine 9mm Winchester Magnum                                                                                              | Estados Unidos                                         | 1970s |
| AMT AutoMag IV                     | Arcadia Machine and Tool                                    |                                 | .45 Winchester Magnum | Estados Unidos                                         | 1970s |
| AMT Automag V                      | Arcadia Machine and Tool                                    |                                 | .50 Action Express | Estados Unidos                                         | 1970s |
| AMT Backup                         | Arcadia Machine & Tool                                      |                                 | .22 Long Rifle 380 ACP .38 Super 9×19mm Parabellum .357 SIG .40 S&W .400 Corbon .45 ACP                                        | Estados Unidos                                         |       |
| AMT Hardballer                     | Arcadia Machine and Tool                                    |                                 | .45 ACP | Estados Unidos                                         | 1977  |
| AMT Lightning pistol               | Arcadia Machine & Tool                                      |                                 | .22 Long Rifle | Estados Unidos                                         | 1980s |
| AMT Skipper                        | Arcadia Machine and Tool                                    |                                 | .45 ACP | Estados Unidos                                         | 1960s |
| Armatix iP1                        | Armatix GmbH                                                |                                 | .22 Long Rifle | Alemanha                                               | 2006  |
| Arsenal Firearms AF1 "Strike One"  | Arsenal Firearms                                            |                                 | | Rússia · Itália                                        | 2012  |
| Arsenal P-M02                      | Bulgarian Arsenal                                           |                                 | 9×19mm Parabellum | Bulgária                                               | 1999  |
| Ashani                             | Indian Ordnance Factory                                     |                                 | .32 ACP | Índia                                                  |       |
| ASP pistol                         | Paris Theodore                                              |                                 | 9×19mm Parabellum | Estados Unidos                                         | 1970s |
| Astra 400                          | Astra-Unceta y Cia SA                                       |                                 | 9×23mm Largo | Espanha                                                | 1921  |
| Astra 600                          | Astra-Unceta y Cia SA                                       |                                 | 9×19mm Parabellum | Espanha                                                | 1943  |
| Astra 900                          | Astra-Unceta y Cia SA                                       |                                 | 7.63×25mm Mauser 9×23mm Largo                                                                                                  | Espanha                                                | 1927  |
| Astra 903                          | Astra-Unceta y Cia SA                                       |                                 | 7.63×25mm Mauser 9×23mm Largo                                                                                                  | Espanha                                                | 1927  |
| Astra A-60                         | Astra-Unceta y Cia SA                                       |                                 | .32 ACP .380 ACP | Espanha                                                |       |
| Astra A-80                         | Astra-Unceta y Cia SA                                       |                                 | 7.65×21mm Parabellum 9×23mm Largo 9×19mm Parabellum .38 Super .45 ACP                                                          | Espanha                                                | 1982  |
| Astra A-100                        | Astra-Unceta y Cia SA                                       |                                 | 9×19mm Parabellum .40 S&W .45 ACP                                                                                              | Espanha                                                | 1990  |
| AutoMag (pistol)                   | Arcadia Machine and Tool                                    |                                 | .44 Magnum | Estados Unidos                                         | 1969  |
| Ballester–Molina                   | Hispano Argentina de Automotives SA                         |                                 | .45 ACP | Argentina                                              | 1938  |
| Bauer Automatic                    | Bauer Firearms Co.                                          |                                 | .25 ACP | Estados Unidos                                         | 1970s |
| Bayard 1908                        | Anciens Etablissements Pieper                               |                                 | .25 ACP .32 ACP .380 ACP | Bélgica                                                | 1908  |
| Bechowiec-1                        | Bataliony Chłopskie                                         |                                 | 9×19mm Parabellum | Polônia                                                | 1943  |
| Beholla pistol                     | Waffenfabrik August Mentz                                   |                                 | .32 ACP | Alemanha                                               | 1915  |
| Benelli B76                        | Benelli Armi SpA                                            |                                 | 9×19mm Parabellum | Itália                                                 | 1976  |
| Benelli MP 90S                     | Benelli Armi SpA                                            |                                 | .32 S&W Long | Itália                                                 |       |
| Benelli MP 95E                     | Benelli Armi SpA                                            |                                 | .32 S&W Long | Itália                                                 |       |
| Beretta M9                         | Fabbrica d'Armi Pietro Beretta                              |                                 | 9×19mm Parabellum | Itália                                                 | 1990  |
| Beretta 21A Bobcat                 | Fabbrica d'Armi Pietro Beretta                              |                                 | .25 ACP | Itália                                                 | 1979  |
| Beretta 70                         | Fabbrica d'Armi Pietro Beretta                              |                                 | .22 Long Rifle .32 ACP .380 ACP                                                                                                | Itália                                                 | 1958  |
| Beretta 87 Target                  | Fabbrica d'Armi Pietro Beretta                              |                                 | .22 Long Rifle | Itália                                                 | 1976  |
| Beretta 90two                      | Fabbrica d'Armi Pietro Beretta                              |                                 | 9×19mm Parabellum 9×21mm .40 S&W                                                                                               | Itália                                                 | 2006  |
| Beretta 92                         | Fabbrica d'Armi Pietro Beretta                              |                                 | 9×19mm Parabellum | Itália                                                 | 1975  |
| Beretta 92G-SD/96G-SD              | Fabbrica d'Armi Pietro Beretta                              |                                 | 9×19mm Parabellum | Itália                                                 | 2002  |
| Beretta 93R                        | Fabbrica d'Armi Pietro Beretta                              |                                 | 9×19mm Parabellum | Itália                                                 | 1978  |
| Beretta 418                        | Fabbrica d'Armi Pietro Beretta                              |                                 | .25 ACP | Itália                                                 | 1919  |
| Beretta 950                        | Fabbrica d'Armi Pietro Beretta                              |                                 | .25 ACP | Itália                                                 | 1952  |
| Beretta 3032 Tomcat                | Fabbrica d'Armi Pietro Beretta                              |                                 | .32 ACP | Itália                                                 | 1979  |
| Beretta 8000                       | Fabbrica d'Armi Pietro Beretta                              |                                 | 9×19mm Parabellum | Itália                                                 | 1994  |
| Beretta 9000                       | Fabbrica d'Armi Pietro Beretta                              |                                 | 9×19mm Parabellum .40 S&W | Itália                                                 | 1990s |
| Beretta Cheetah                    | Fabbrica d'Armi Pietro Beretta                              |                                 | .32 ACP | Itália                                                 | 1976  |
| Beretta M1923                      | Fabbrica d'Armi Pietro Beretta                              |                                 | 9mm Glisenti | Itália                                                 | 1923  |
| Beretta M1934                      | Fabbrica d'Armi Pietro Beretta                              |                                 | .380 ACP | Itália                                                 | 1934  |
| Beretta M1935                      | Fabbrica d'Armi Pietro Beretta                              |                                 | .32 ACP | Itália                                                 | 1935  |
| Beretta M1951                      | Fabbrica d'Armi Pietro Beretta                              |                                 | 9×19mm Parabellum | Itália                                                 | 1951  |
| Beretta Nano                       | Fabbrica d'Armi Pietro Beretta                              |                                 | 9×19mm Parabellum .40 S&W | Estados Unidos                                         |       |
| Beretta Pico                       | Fabbrica d'Armi Pietro Beretta                              |                                 | .380 ACP | Estados Unidos                                         |       |
| Beretta Px4 Storm                  | Fabbrica d'Armi Pietro Beretta                              |                                 | 9×19mm Parabellum .40 S&W .45 ACP                                                                                              | Itália                                                 | 2004  |
| Beretta U22 Neos                   | Fabbrica d'Armi Pietro Beretta                              |                                 | .22 Long Rifle | Itália                                                 | 2000s |
| Bersa 83                           | Bersa                                                       |                                 | .380 ACP | Argentina                                              | 1989  |
| Bersa Thunder 9                    | Bersa                                                       |                                 | 9×19mm Parabellum | Argentina                                              | 1994  |
| Bersa Thunder 380                  | Bersa                                                       |                                 | .380 ACP | Argentina                                              | 1995  |
| Bergmann–Bayard pistol             | Theodor Bergmann                                            |                                 | 9mm Largo | Bélgica                                                | 1901  |
| Bren Ten                           | Dornaus & Dixon Enterprises                                 |                                 | 10mm Auto .45 ACP | Estados Unidos                                         | 1983  |
| Browning BDA                       | FN Herstal                                                  |                                 | 9×19mm Parabellum 9×21mm | Bélgica                                                | 1983  |
| Browning BDM                       | Browning Arms Company                                       |                                 | 9×19mm Parabellum | Estados Unidos                                         | 1991  |
| Browning Buck Mark                 | Browning Arms Company FN Herstal                            |                                 | .22 Long Rifle | Estados Unidos                                         | 1985  |
| Browning Hi-Power                  | FN Herstal                                                  |                                 | 9×19mm Parabellum .40 S&W | Bélgica                                                | 1935  |
| Brügger & Thomet MP9               | Brügger & Thomet                                            |                                 | 9×19mm Parabellum | Suíça                                                  | 2004  |
| BUL Cherokee                       | BUL Transmark                                               |                                 | 9×19mm Parabellum | Israel                                                 | 1999  |
| BUL M-5                            | BUL Transmark                                               |                                 | 9×19mm Parabellum 9×21mm 9×23mm Winchester .38 Super .40 S&W .45 ACP                                                           | Israel                                                 | 1991  |
| BUL Storm                          | BUL Transmark                                               |                                 | 9×19mm Parabellum | Israel                                                 |       |
| Calico M950                        | Calico Light Weapons Systems                                |                                 | 9×19mm Parabellum | Estados Unidos                                         |       |
| Campo Giro                         |                                                             |                                 | 9×23mm Largo | Espanha                                                | 1904  |
| Caracal pistol                     | Caracal International L.L.C.                                |                                 | 9×19mm Parabellum | Emirados Árabes Unidos                                 | 2006  |
| Claridge Hi-Tec/Goncz Pistol       | Goncz Armament Claridge Hi-Tec                              |                                 | 9×19mm Parabellum | Estados Unidos                                         | 1990  |
| Colt Commander                     | Colt's Manufacturing Company                                |                                 | 9×19mm Parabellum .38 Super .45 ACP                                                                                            | Estados Unidos                                         |       |
| Colt M1911                         | Colt's Manufacturing Company                                |                                 | .45 ACP | Estados Unidos                                         | 1911  |
| Colt Model 1903 Pocket Hammer      | Colt's Manufacturing Company                                |                                 | .38 ACP | Estados Unidos                                         | 1903  |
| Colt Model 1903 Pocket Hammerless  | Colt's Manufacturing Company                                |                                 | .32 ACP .380 ACP | Estados Unidos                                         | 1903  |
| Colt Mustang                       | Colt's Manufacturing Company                                |                                 | .380 ACP | Estados Unidos                                         | 1983  |
| Colt Officer's ACP                 |                                                             |                                 | .45 ACP | Estados Unidos                                         | 1985  |
| Colt OHWS                          | Colt's Manufacturing Company                                |                                 | .45 ACP | Estados Unidos                                         | 1990s |
| Colt SCAMP                         | Colt's Manufacturing Company                                |                                 | .221 Remington Fireball | Estados Unidos                                         | 1971  |
| ČZ vz. 27                          | Česká zbrojovka Uherský Brod                                |                                 | .32 ACP | Checoslováquia                                         | 1927  |
| ČZ vz. 38                          | Česká zbrojovka Uherský Brod                                |                                 | .380 ACP | Checoslováquia                                         | 1938  |
| ČZ vz. 45                          | Česká zbrojovka Uherský Brod                                |                                 | .25 ACP | Checoslováquia                                         | 1945  |
| CZ 52                              | Česká zbrojovka Uherský Brod                                |                                 | 7.62×25mm Tokarev 9x19mm parabellum conversion available                                                                       | Checoslováquia                                         | 1952  |
| ČZ vz. 75                          | Česká zbrojovka Uherský Brod                                |                                 | 9×19mm Parabellum | Checoslováquia                                         | 1975  |
| ČZ vz. 82                          | Česká zbrojovka Uherský Brod                                |                                 | 9×18mm Makarov | Checoslováquia                                         | 1982  |
| CZ 85                              | Česká zbrojovka Uherský Brod                                |                                 | 9×19mm Parabellum | Checoslováquia                                         | 1985  |
| CZ 97B                             | Česká zbrojovka Uherský Brod                                |                                 | .45 ACP | Chéquia                                                | 1997  |
| CZ 99                              | Zastava Arms                                                |                                 | 9×19mm Parabellum | Iugoslávia                                             | 1989  |
| ČZ vz. 100                         | Česká zbrojovka Uherský Brod                                |                                 | 9×19mm Parabellum | Chéquia                                                | 1995  |
| ČZ vz. 110                         | Česká zbrojovka Uherský Brod                                |                                 | 9×19mm Parabellum | Chéquia                                                | 2000s |
| ČZ vz. 2075 RAMI                   | Česká zbrojovka Uherský Brod                                |                                 | 9×19mm Parabellum | Chéquia                                                | 2007  |
| Daewoo Precision Industries K5     | S&T Daewoo                                                  |                                 | 9×19mm Parabellum | Coreia do Sul                                          | 1990  |
| Danuvia VD-01                      | Danuvia                                                     |                                 | 9×19mm Parabellum | Hungria                                                | 2005  |
| Dan Wesson M1911 ACP pistol        | Dan Wesson Firearms                                         |                                 | .45 ACP | Estados Unidos                                         | 2005  |
| Davis Warner Infallible            | Davis-Warner Arms Corp                                      |                                 | .32 ACP | Estados Unidos                                         | 1917  |
| Deer gun                           | American Machine and Foundry                                |                                 | 9×19mm Parabellum | Estados Unidos                                         | 1964  |
| Desert Eagle                       | Magnum Research                                             |                                 | .44 Magnum .50 Action Express                                                                                                  | Estados Unidos                                         | 1979  |
| Dreyse M1907                       | Rheinische Metallwaaren- und Maschinenfabrik AG             |                                 | .32 ACP | Alemanha                                               | 1905  |
| Enfield TC-10                      | Enfield Arms                                                |                                 | 9×19mm Parabellum | Austrália                                              |       |
| FB P-64                            | Łucznik Arms Factory                                        |                                 | 9×18mm Makarov | Polónia                                                | 1965  |
| FÉG 37M Pistol                     | Fegyver- és Gépgyár                                         |                                 | .380 ACP .32 ACP | Hungria                                                | 1937  |
| FEG PA-63                          | Fegyver- és Gépgyár                                         |                                 | 9×18mm Makarov .32 ACP .380 ACP                                                                                                | Hungria                                                | 1950s |
| Fort 12                            | RPC Fort                                                    |                                 | 9×18mm Makarov | Ucrânia                                                | 1998  |
| Fort-17                            | RPC Fort                                                    |                                 | 9×18mm Makarov | Ucrânia                                                | 2007  |
| FN Baby Browning                   | Fabrique Nationale d'Herstal Manufacture d'armes de Bayonne |                                 | .25 ACP | Bélgica                                                | 1927  |
| FN M1900                           |                                                             |                                 | .32 ACP | Bélgica                                                | 1896  |
| FN Model 1903                      | Fabrique Nationale d'Herstal                                |                                 | 9mm Browning Long .32 ACP | Bélgica                                                | 1902  |
| FN M1905                           | Fabrique Nationale d'Herstal                                |                                 | .25 ACP | Bélgica                                                |       |
| FN Model 1910                      | Fabrique Nationale d'Herstal                                |                                 | .380 ACP .32 ACP | Bélgica                                                | 1910  |
| FN Forty-Nine                      | Fabrique Nationale d'Herstal                                |                                 | 9×19mm Parabellum | Bélgica                                                | 1949  |
| FN Five-seven                      | Fabrique Nationale d'Herstal                                |                                 | FN 5.7×28mm | Bélgica                                                | 1998  |
| FN FNP                             | Fabrique Nationale d'Herstal                                |                                 | 9×19mm Parabellum | Bélgica                                                | 2006  |
| FN FNS                             | FN America                                                  |                                 | 9×19mm Parabellum .40 S&W | Estados Unidos                                         | 2011  |
| FN FNX                             | FN America                                                  |                                 | 9×19mm Parabellum .40 S&W .45 ACP                                                                                              | Bélgica · Estados Unidos                               |       |
| FP-45 Liberator                    | Guide Lamp Corporation                                      |                                 | .45 ACP | Estados Unidos                                         | 1942  |
| Frommer Stop                       | Fegyver- és Gépgyár                                         |                                 | .32 ACP .380 ACP | Áustria-Hungria                                        | 1912  |
| Glisenti Model 1910                | Real Factory D'arma Glisenti                                |                                 | 9mm Glisenti | Itália                                                 | 1910  |
| Glock 17                           | Glock Ges.m.b.H.                                            |                                 | 9×19mm Parabellum | Áustria                                                | 1982  |
| Glock 18                           | Glock Ges.m.b.H.                                            |                                 | 9×19mm Parabellum | Áustria                                                | 1986  |
| Glock 19                           | Glock Ges.m.b.H.                                            |                                 | 9×19mm Parabellum | Áustria                                                | 1988  |
| Glock 20                           | Glock Ges.m.b.H.                                            |                                 | 10mm Auto | Áustria                                                | 1991  |
| Glock 21                           | Glock Ges.m.b.H.                                            |                                 | .45 ACP | Áustria                                                | 1990s |
| Glock 22                           | Glock Ges.m.b.H.                                            |                                 | .40 S&W | Áustria                                                | 1980s |
| Glock 23                           | Glock Ges.m.b.H.                                            |                                 | .40 S&W | Áustria                                                | 1990s |
| Glock 24                           | Glock Ges.m.b.H.                                            |                                 | .40 S&W | Áustria                                                | 1990s |
| Glock 25                           | Glock Ges.m.b.H.                                            |                                 | .380 ACP | Áustria                                                | 1990s |
| Glock 26                           | Glock Ges.m.b.H.                                            |                                 | 9×19mm Parabellum | Áustria                                                | 1995  |
| Glock 27                           | Glock Ges.m.b.H.                                            |                                 | .40 S&W | Áustria                                                | 1990s |
| Glock 28                           | Glock Ges.m.b.H.                                            |                                 | .380 ACP | Áustria                                                | 1997  |
| Glock 29                           | Glock Ges.m.b.H.                                            |                                 | 10mm Auto | Áustria                                                | 1997  |
| Glock 30                           | Glock Ges.m.b.H.                                            |                                 | .45 ACP | Áustria                                                | 1990s |
| Glock 31                           | Glock Ges.m.b.H.                                            |                                 | .357 SIG | Áustria                                                | 1990s |
| Glock 32                           | Glock Ges.m.b.H.                                            |                                 | .357 SIG | Áustria                                                | 1990s |
| Glock 33                           | Glock Ges.m.b.H.                                            |                                 | .357 SIG | Áustria                                                | 1990s |
| Glock 34                           | Glock Ges.m.b.H.                                            |                                 | 9×19mm Parabellum | Áustria                                                | 1990s |
| Glock 35                           | Glock Ges.m.b.H.                                            |                                 | .40 S&W | Áustria                                                | 1990s |
| Glock 36                           | Glock Ges.m.b.H.                                            |                                 | .45 ACP | Áustria                                                | 1990s |
| Glock 37                           | Glock Ges.m.b.H.                                            |                                 | .45 GAP | Áustria                                                | 2003  |
| Glock 38                           | Glock Ges.m.b.H.                                            |                                 | .45 GAP | Áustria                                                | 2004  |
| Glock 39                           | Glock Ges.m.b.H.                                            |                                 | .45 GAP | Áustria                                                | 2005  |
| Grand Power K100                   | Grand Power                                                 |                                 | 9×19mm Parabellum | Eslováquia                                             | 1994  |
| GSh-18                             | KBP Instrument Design Bureau                                |                                 | 9×19mm Parabellum | Rússia                                                 | 2000  |
| Guncrafter Industries Model No. 1  | Guncrafter Industries                                       |                                 | .50 GI | Estados Unidos                                         | 2000  |
| Gyrojet                            | Robert Mainhardt Art Bieh (as "MB Associates")              |                                 | MK 1 - .51 inch 13×50mm rocket Mk 2 - 0.49 inch                                                                                | Estados Unidos                                         | 1960s |
| Hamada Type pistol                 | Japan Firearms Manufacturing Co.                            |                                 | .32 ACP 8×22mm Nambu | Japão                                                  | 1941  |
| Harper's Ferry Model 1805          | Harpers Ferry Armory                                        |                                 | .58 calibre ball | Estados Unidos                                         | 1805  |
| Heckler & Koch HK4                 | Heckler & Koch                                              |                                 | .22 Long Rifle | Alemanha Ocidental                                     | 1967  |
| Heckler & Koch HK45                | Heckler & Koch                                              |                                 | .45 ACP | Alemanha                                               | 2005  |
| Heckler & Koch MK23                | Heckler & Koch                                              |                                 | .45 ACP | Alemanha                                               | 1991  |
| Heckler & Koch P7                  | Heckler & Koch                                              |                                 | 9×19mm Parabellum .380 ACP | Alemanha Ocidental                                     | 1976  |
| Heckler & Koch P9                  | Heckler & Koch                                              | Ficheiro:Heckler & Koch p9s.jpg | 9×19mm Parabellum | Alemanha Ocidental                                     | 1965  |
| Heckler & Koch P11                 | Heckler & Koch                                              |                                 | 7.62×36mm | Alemanha Ocidental                                     | 1970s |
| Heckler & Koch P30                 | Heckler & Koch                                              |                                 | 9×19mm Parabellum | Alemanha                                               | 2006  |
| Heckler & Koch P2000               | Heckler & Koch                                              |                                 | 9×19mm Parabellum | Alemanha                                               | 2001  |
| Heckler & Koch MP7                 | Heckler & Koch                                              |                                 | HK 4.6×30mm | Alemanha                                               | 2001  |
| Heckler & Koch UCP                 | Heckler & Koch                                              |                                 | HK 4.6×30mm | Alemanha                                               | 2006  |
| Heckler & Koch USP                 | Heckler & Koch                                              |                                 | 9×19mm Parabellum .357 SIG .40 S&W .45 ACP                                                                                     | Alemanha                                               | 1989  |
| Heckler & Koch VP70                | Heckler & Koch                                              |                                 | 9×19mm Parabellum | Alemanha Ocidental                                     | 1970  |
| Hi-Point C-9                       | Hi-Point Firearms                                           |                                 | 9×19mm Parabellum | Estados Unidos                                         |       |
| Hi-Point CF-380                    | Hi-Point Firearms                                           |                                 | .380 ACP | Estados Unidos                                         |       |
| Hi-Point Model JCP                 | Hi-Point Firearms                                           |                                 | .40 S&W | Estados Unidos                                         | 1990s |
| Hi-Point Model JHP                 | Hi-Point Firearms                                           |                                 | .45 ACP | Estados Unidos                                         | 1990s |
| High Standard .22 Pistol           | High Standard Manufacturing Company                         |                                 | .22 Long Rifle | Estados Unidos                                         |       |
| High Standard HDM                  | High Standard Manufacturing Company                         |                                 | .22 Long Rifle | Estados Unidos                                         | 1942  |
| Horhe (pistol)                     | Klimovsk Specialized Ammunition Plant                       |                                 | 9 mm P.A. | Rússia                                                 | 2006  |
| Howdah pistol                      |                                                             |                                 | .577 Snider .577/450 Martini–Henry .455 Webley .476 Enfield                                                                    | Reino Unido                                            |       |
| HS2000                             | HS Produkt                                                  |                                 | 9×19mm Parabellum .357 SIG .45 GAP .45 ACP                                                                                     | Croácia                                                | 1999  |
| Intratec TEC-22                    | Intratec                                                    |                                 | .22 Long Rifle | Estados Unidos                                         | 1988  |
| Jennings J-22                      | Jimenez Arms                                                |                                 | .22 Long Rifle | Estados Unidos                                         | 1980s |
| JO.LO.AR.                          | Star Bonifacio Echeverria, S.A.                             |                                 | .380 ACP 9×23mm Largo | Espanha                                                | 1924  |
| Jericho 941                        | Israel Weapons Industries                                   |                                 | 9×19mm Parabellum .45 ACP | Israel                                                 | 1990  |
| Kahr K series                      | Kahr Arms                                                   |                                 | 9×19mm Parabellum | Estados Unidos                                         | 1996  |
| Kahr MK series                     | Kahr Arms                                                   |                                 | 9×19mm Parabellum .40 S&W | Estados Unidos                                         | 1999  |
| Kahr P series                      | Kahr Arms                                                   |                                 | 9×19mm Parabellum | Estados Unidos                                         | 1999  |
| Kahr PM series                     | Kahr Arms                                                   |                                 | 9×19mm Parabellum .40 S&W .45 ACP                                                                                              | Estados Unidos                                         | 2004  |
| Kel-Tec P-3AT                      | Kel-Tec CNC Industries                                      |                                 | .380 ACP | Estados Unidos                                         | 2004  |
| Kel-Tec P-11                       | Kel-Tec CNC Industries                                      |                                 | 9×19mm Parabellum | Estados Unidos                                         | 1991  |
| Kel-Tec P-32                       | Kel-Tec CNC Industries                                      |                                 | .32 ACP | Estados Unidos                                         | 1999  |
| Kel-Tec PF-9                       | Kel-Tec CNC Industries                                      |                                 | 9×19mm Parabellum | Estados Unidos                                         | 2006  |
| Kel-Tec PLR-16                     | Kel-Tec Industries                                          |                                 | 5.56×45mm NATO | Estados Unidos                                         | 2006  |
| Kel-Tec PMR-30                     | Kel-Tec CNC Industries                                      |                                 | .22 Winchester Magnum Rimfire                                                                                                  | Estados Unidos                                         | 2011  |
| Kimber Aegis                       | Kimber Manufacturing                                        |                                 | 9×19mm Parabellum | Estados Unidos                                         | 1995  |
| Kimber Custom                      | Kimber Manufacturing                                        |                                 | .45 ACP | Estados Unidos                                         | 1997  |
| Kimber Custom TLE II               | Kimber Manufacturing                                        |                                 | .45 ACP | Estados Unidos                                         | 1998  |
| Kimber Eclipse                     | Kimber Manufacturing                                        |                                 | .45 ACP 10mm Auto | Estados Unidos                                         | 2002  |
| Kimel AP-9                         | AA Arms                                                     |                                 | 9×19mm Parabellum | Estados Unidos                                         | 1990s |
| KIS (weapon)                       | Ponury guerilla unit                                        | Ficheiro:Kis and Blyskawica.jpg | 9×19mm Parabellum | Polônia                                                | 1943  |
| Kongsberg Colt                     | Kongsberg Vaapenfabrikk                                     |                                 | .45 ACP | Noruega                                                | 1914  |
| Korovin pistol                     | Tulsky Oruzheiny Zavod                                      |                                 | .25 ACP | União Soviética                                        | 1925  |
| Krag–Jørgensen pistol              |                                                             |                                 | 9×19mm Parabellum | Noruega                                                | 1910  |
| KRISS KARD                         | KRISS USA                                                   |                                 | .45 ACP | Estados Unidos                                         |       |
| Lahti L-35                         | Valtion Kivääritehdas                                       |                                 | 9×19mm Parabellum | Finlândia                                              | 1935  |
| Lancaster pistol                   |                                                             |                                 | .455 Webley | Reino Unido                                            | 1860  |
| Le Français (pistol)               |                                                             |                                 | .25 ACP .32 ACP .22 Long Rifle 9mm Browning Long                                                                               | França                                                 | 1913  |
| Lercker pistol                     | Italy                                                       |                                 | .32 ACP | Itália                                                 | 1950  |
| Liliput pistol                     | Waffenfabrik August Menz                                    |                                 | 4.25mm Liliput .25 ACP | Alemanha                                               | 1920  |
| Llama M82                          | Llama-Gabilondo y Cía. S.A.                                 |                                 | 9×19mm Parabellum | Espanha                                                | 1982  |
| Luger pistol                       | Deutsche Waffen und Munitionsfabriken                       |                                 | 7.65×21mm Parabellum 9×19mm Parabellum                                                                                         | Alemanha                                               | 1900  |
| M15 pistol                         | Rock Island Arsenal                                         |                                 | .45 ACP | Estados Unidos                                         | 1972  |
| MAB Model A                        | Manufacture d'armes de Bayonne                              |                                 | .25 ACP | França                                                 | 1920s |
| MAB Model D                        | Manufacture d'armes de Bayonne                              |                                 | .32 ACP | França                                                 | 1933  |
| MAB PA-15 pistol                   | Manufacture d'armes de Bayonne                              |                                 | 9×19mm Parabellum | França                                                 | 1975  |
| MAC Mle 1950                       | Manufacture d'armes de Châtellerault                        |                                 | 9×19mm Parabellum | França                                                 | 1950  |
| MAC-10                             | Military Armament Corporation                               |                                 | .45 ACP | Estados Unidos                                         | 1970  |
| MAC-11                             | Military Armament Corporation                               |                                 | .380 ACP | Estados Unidos                                         | 1972  |
| MAG-95                             | Łucznik Arms Factory                                        |                                 | 9×19mm Parabellum | Polónia                                                | 1995  |
| Makarov pistol                     | Izhevsk Mechanical Plant                                    |                                 | 9×18mm Makarov | União Soviética                                        | 1951  |
| Makarych                           | TSSZ Izhevsk Mechanical Plant                               |                                 | | Rússia                                                 | 2004  |
| Mamba Pistol                       | Viper Engineering (Pty) Ltd                                 |                                 | 9×19mm Parabellum | Rodésia · África do Sul                                | 1970s |
| Mars Automatic Pistol              | Webley & Scott                                              |                                 | 8.5mm Mars 9mm Mars 45 Mars Short Case .45 Mars Long                                                                           | Reino Unido                                            | 1897  |
| Mauser C96                         | Mauser                                                      |                                 | 7.63×25mm Mauser 9×19mm Parabellum                                                                                             | Alemanha                                               | 1896  |
| Mauser HSc                         | Mauser                                                      |                                 | .32 ACP .380 ACP | Alemanha                                               | 1935  |
| MGP-15 submachine gun              | SIMA Electronica                                            |                                 | 9×19mm Parabellum | Peru                                                   | 1990  |
| Minebea PM-9                       | Minebea                                                     |                                 | 9×19mm Parabellum | Japão                                                  | 1990  |
| Mitchell Alpha .45                 | American Mitchell Arms                                      |                                 | .45 ACP | Estados Unidos                                         | 1994  |
| Mk 1 Underwater Defense Gun        | Naval Surface Weapons Center                                |                                 | Mark 59 Mod 0 Projectile | Estados Unidos                                         | 1970  |
| Modèle 1935 pistol                 | Manufacture d'armes de Saint-Étienne                        |                                 | 7.65mm Longue | França                                                 | 1935  |
| MP-443 Grach                       | Izhevsk Mechanical Plant                                    |                                 | 9×19mm Parabellum | Rússia                                                 | 1993  |
| MP-444                             | Izhevsk Mechanical Plant                                    |                                 | .380 ACP 9×18mm Makarov 9×19mm Parabellum                                                                                      | Rússia                                                 | 1995  |
| Musgrave Pistol                    | Denel                                                       |                                 | 9×19mm Parabellum | África do Sul                                          | 1990s |
| NAACO Brigadier                    | North American Arms                                         | Ficheiro:NAACO-Brigadier.jpg    | .45 Magnum | Canadá                                                 | 1959  |
| Nambu Type 94 pistol               |                                                             |                                 | 8×22mm Nambu | Japão                                                  | 1934  |
| North China Type 19 Handgun        | North China Engineering Co Ltd                              |                                 | 8×22mm Nambu | Japão                                                  | 1944  |
| Obregón pistol                     | Alejandro Obregón                                           |                                 | .45 ACP | México                                                 | 1934  |
| Ortgies Semi-Automatic Pistol      | Ortgies & Co.                                               |                                 | .25 ACP .32 ACP .380 ACP | Alemanha                                               | 1919  |
| OTs-02 Kiparis                     | KBP Instrument Design Bureau                                |                                 | 9×18mm Makarov | União Soviética                                        | 1991  |
| OTs-23 Drotik                      | KBP Instrument Design Bureau                                |                                 | 5.45×18mm | Rússia                                                 | 1993  |
| OTs-33 Pernach                     | KBP Instrument Design Bureau                                |                                 | 9×18mm Makarov | Rússia                                                 | 1995  |
| P9RC                               | Fegyver- és Gépgyár                                         |                                 | 9×19mm Parabellum | Hungria                                                | 1980  |
| P-83 Wanad                         | Łucznik Arms Factory                                        |                                 | 9×18mm Makarov .380 ACP .32 ACP                                                                                                | Predefinição:Country data República Popular da Polónia | 1978  |
| PAMAS modèle G1                    | Manufacture d'armes de Saint-Étienne (MAS)                  |                                 | 9×19mm Parabellum | França                                                 | 1975  |
| Pardini GT9                        | Pardini Arms                                                |                                 | 9×19mm Parabellum | Itália                                                 |       |
| Pindad G2                          | Pindad                                                      |                                 | 9×19mm Parabellum | Indonésia                                              |       |
| Pindad PS-01                       | Pindad                                                      |                                 | 5.56×21mm PINDAD | Indonésia                                              |       |
| Pistol Auto 9mm 1A                 | Ordnance Factories Organisation                             |                                 | 9×19mm Parabellum | Índia                                                  | 1980s |
| Pistol model 2000                  | Uzinele Mecanice Cugir (ARMS Arsenal, Cugir)                |                                 | 9×19mm Parabellum | Roménia                                                | 2000  |
| Pistole vz. 22                     | Česká zbrojovka firearms                                    |                                 | .380 ACP | Checoslováquia                                         | 1921  |
| PP-2000                            | KBP Instrument Design Bureau                                |                                 | 9×19mm Parabellum | Rússia                                                 | 2004  |
| Prilutsky M1914                    | Tulsky Oruzheiny Zavod                                      |                                 | .32 ACP | Rússia                                                 | 1914  |
| PSM pistol                         | KBP Instrument Design Bureau                                |                                 | 5.45×18mm | União Soviética                                        | 1971  |
| PSS Silent Pistol                  | KBP Instrument Design Bureau                                |                                 | 7.62×41mm | União Soviética                                        | 1983  |
| P-96                               | KBP Instrument Design Bureau                                |                                 | 9×18mm Makarov | Rússia                                                 | 1995  |
| QSW-06                             | China North Industries Corporation                          |                                 | 5.8×21mm DAP92 | China                                                  | 2002  |
| QSZ-92                             | China North Industries Corporation                          |                                 | 5.8×21mm DAP92 9×19mm Parabellum                                                                                               | China                                                  | 1994  |
| Remington 1911 R1                  | Remington Arms                                              |                                 | .45 ACP | Estados Unidos                                         | 2010  |
| Remington Model 51                 | Remington Arms                                              |                                 | .32 ACP .380 ACP | Estados Unidos                                         | 1917  |
| Remington R51                      | Remington Arms                                              |                                 | 9×19mm Parabellum | Estados Unidos                                         | 2014  |
| Remington Rider Single Shot Pistol | E. Remington and Sons                                       |                                 | 4.3mm | Estados Unidos                                         | 1860  |
| Remington XP-100                   | Remington Arms Company                                      |                                 | .221 Remington Fireball | Estados Unidos                                         | 1963  |
| Remington Zig-Zag Derringer        | E. Remington and Sons                                       |                                 | .22 Long Rifle | Estados Unidos                                         | 1860  |
| Rock Island Armory 1911 series     | Armscor (Philippines)                                       |                                 | .45 ACP 10mm Auto .40 S&W .38 Super 9×19mm Parabellum .22 TCM                                                                  | Predefinição:Country data República das filipinas      | 1952  |
| Rohrbaugh R9                       | Rohrbaugh Firearms                                          |                                 | 9×19mm Parabellum | Estados Unidos                                         | 1970s |
| Roth Steyr M1907                   | Steyr Mannlicher Fegyver- és Gépgyár                        |                                 | 8mm Roth–Steyr | Áustria-Hungria                                        | 1900  |
| Ruby pistol                        | Gabilondo y Urresti                                         |                                 | .32 ACP | Espanha                                                | 1914  |
| Ruger Hawkeye                      | Sturm, Ruger & Co., Inc.                                    |                                 | .256 Winchester Magnum | Estados Unidos                                         | 1960s |
| Ruger LCP                          | Sturm, Ruger & Co                                           |                                 | .380 ACP | Estados Unidos                                         | 2009  |
| Ruger LC9                          | Sturm, Ruger & Co., Inc.                                    |                                 | 9×19mm Parabellum | Estados Unidos                                         | 2011  |
| Ruger MP9                          | Sturm, Ruger & Co., Inc.                                    |                                 | 9×19mm Parabellum | Estados Unidos                                         | 1995  |
| Ruger P85                          | Sturm, Ruger & Co., Inc.                                    |                                 | 9×19mm Parabellum | Estados Unidos                                         | 1985  |
| Ruger P89                          | Sturm, Ruger & Co., Inc.                                    |                                 | 9×19mm Parabellum | Estados Unidos                                         | 1991  |
| Ruger P90                          | Sturm, Ruger & Co., Inc.                                    |                                 | .45 ACP | Estados Unidos                                         | 1991  |
| Ruger P95                          | Sturm, Ruger & Co., Inc.                                    |                                 | 9×19mm Parabellum | Estados Unidos                                         | 1992  |
| Ruger P97                          | Sturm, Ruger & Co., Inc.                                    |                                 | .40 S&W | Estados Unidos                                         | 1994  |
| Ruger P345                         | Sturm, Ruger & Co., Inc.                                    |                                 | .45 ACP | Estados Unidos                                         | 2003  |
| Ruger SR series                    | Sturm, Ruger & Co., Inc.                                    |                                 | 9×19mm Parabellum | Estados Unidos                                         | 2007  |
| Ruger SR1911                       | Sturm, Ruger & Co., Inc.                                    |                                 | .45 ACP | Estados Unidos                                         | 2011  |
| Sauer 38H                          | J. P. Sauer & Sohn                                          |                                 | .32 ACP | Alemanha                                               | 1938  |
| Savage Model 1907                  | Savage Arms                                                 |                                 | .32 ACP .45 ACP .380 ACP | Estados Unidos                                         | 1905  |
| Schwarzlose Model 1898             |                                                             |                                 | 7.65×25mm Borchardt 7.63×25mm Mauser                                                                                           | Alemanha                                               | 1898  |
| Schönberger-Laumann 1892           |                                                             |                                 | | Áustria-Hungria                                        | 1892  |
| Semmerling LM4                     | Semmerling                                                  |                                 | .45 ACP | Estados Unidos                                         | 1980s |
| SIG P210                           | Swiss Arms AG                                               |                                 | 9×19mm Parabellum | Suíça                                                  | 1947  |
| SIG P220                           | Swiss Arms AG                                               |                                 | .45 ACP | Suíça                                                  | 1975  |
| SIG P239                           | Swiss Arms AG                                               |                                 | 9×19mm Parabellum .40 S&W .357 SIG                                                                                             | Suíça                                                  | 1990s |
| SIG P226                           | Swiss Arms AG                                               |                                 | 9×19mm Parabellum .40 S&W .357 SIG                                                                                             | Suíça                                                  | 1996  |
| SIG P250 DCc                       | Swiss Arms AG                                               |                                 | 9×19mm Parabellum | Suíça                                                  | 2007  |
| SIG P227                           | Swiss Arms AG                                               |                                 | .45 ACP | Suíça                                                  | 2012  |
| SIG P228                           | Swiss Arms AG                                               |                                 | 9×19mm Parabellum | Suíça                                                  | 2012  |
| SIG P229                           | Swiss Arms AG                                               |                                 | 9×19mm Parabellum .40 S&W .357 SIG                                                                                             | Suíça                                                  | 2012  |
| Škorpion vz. 61                    | Česká Zbrojovka Uherský Brod                                |                                 | .32 ACP | Checoslováquia                                         | 1961  |
| Smith & Wesson Model 39            | Smith & Wesson                                              |                                 | 9×19mm Parabellum | Estados Unidos                                         | 1954  |
| Smith & Wesson Model 59            | Smith & Wesson                                              |                                 | 9×19mm Parabellum | Estados Unidos                                         | 1971  |
| Smith & Wesson Model 422           | Smith & Wesson                                              |                                 | .22 Long Rifle | Estados Unidos                                         | 1987  |
| Smith & Wesson Model 1006          | Smith & Wesson                                              |                                 | 10mm Auto | Estados Unidos                                         |       |
| Smith & Wesson Model 5906          | Smith & Wesson                                              |                                 | 9×19mm Parabellum | Estados Unidos                                         | 1989  |
| Smith & Wesson M&P                 | Smith & Wesson                                              |                                 | .22 LR .380 ACP 9×19mm Parabellum .40 S&W .357 SIG .45 ACP                                                                     | Estados Unidos                                         | 2005  |
| Smith & Wesson SW1911              | Smith & Wesson                                              |                                 | 9×19mm Parabellum .45 ACP | Estados Unidos                                         | 2003  |
| SP-21 Barak                        | Israel Weapon Industries                                    |                                 | 9×19mm Parabellum .40 S&W .45 ACP                                                                                              | Israel                                                 | 2002  |
| SPP-1 underwater pistol            | Tulsky Oruzheiny Zavod                                      |                                 | 4.5×40R | União Soviética                                        | 1971  |
| Star Firestar M43                  | Star Bonifacio Echeverria, S.A.                             |                                 | 9×19mm Parabellum | Espanha                                                | 1994  |
| Star Model 14                      | Star Bonifacio Echeverria, S.A.                             |                                 | .32 ACP | Espanha                                                | 1919  |
| Star Model S                       | Star Bonifacio Echeverria, S.A.                             |                                 | .380 ACP | Espanha                                                |       |
| Star Ultrastar                     | Star Bonifacio Echeverria, S.A.                             |                                 | 9×19mm Parabellum | Espanha                                                | 1990s |
| Stechkin APS                       | Tulsky Oruzheiny Zavod                                      |                                 | 9×19mm Parabellum 9×18mm Makarov                                                                                               | União Soviética                                        | 1948  |
| Steyr GB                           | Steyr Mannlicher                                            |                                 | 9×19mm Parabellum | Áustria                                                | 1968  |
| Steyr M                            | Steyr Mannlicher                                            |                                 | 9×19mm Parabellum | Áustria                                                | 1999  |
| Steyr TMP                          | Steyr Mannlicher                                            |                                 | 9×19mm Parabellum | Áustria                                                | 1990s |
| Steyr Mannlicher M1901             | Steyr Mannlicher                                            |                                 | 7.65mm Mannlicher | Áustria-Hungria                                        | 1901  |
| Steyr M1912                        | Steyr Mannlicher                                            |                                 | 9×23mm Steyr | Áustria-Hungria                                        | 1912  |
| Sugiura pistol                     |                                                             |                                 | .32 ACP | Japão                                                  |       |
| Tanfoglio Force                    | Tanfoglio                                                   |                                 | 9×19mm Parabellum | Itália                                                 | 1997  |
| Tanfoglio GT27                     | Tanfoglio                                                   |                                 | .25 ACP | Itália                                                 | 1962  |
| Tanfoglio T95                      | Tanfoglio                                                   |                                 | 9×19mm Parabellum | Itália                                                 | 1998  |
| Taurus PT92                        | Forjas Taurus                                               |                                 | 9×19mm Parabellum | Brasil                                                 | 1983  |
| Taurus PT 24/7                     | Forjas Taurus                                               |                                 | 9×19mm Parabellum .40 S&W .45 ACP                                                                                              | Brasil                                                 | 2004  |
| Taurus Millennium series           | Forjas Taurus                                               |                                 | .45 ACP | Brasil                                                 | 2005  |
| Taurus PT1911                      | Forjas Taurus                                               |                                 | .45 ACP | Brasil                                                 | 2005  |
| TEC-9                              | Intratec                                                    |                                 | 9×19mm Parabellum | Estados Unidos                                         | 1970s |
| TP-82                              |                                                             |                                 | 40 gauge / 5.45×39mm | União Soviética                                        | 1986  |
| TT pistol                          | Tulsky Oruzheiny Zavod                                      |                                 | 7.62×25mm Tokarev | União Soviética                                        | 1930  |
| Tokarev TT-33                      | Fedor Tokarev                                               |                                 | 7.62×25mm Tokarev | União Soviética                                        | 1933  |
| Trejo pistol                       | Armas Trejo S.A. Zacatlan                                   |                                 | .22Long Rifle .380 ACP | México                                                 | 1950s |
| Type 80 (pistol)                   | China North Industries Corporation                          |                                 | 7.62×25mm Tokarev | China                                                  | 1980  |
| Type 14 Nambu                      | Kijirō Nambu                                                |                                 | 8×22mm Nambu | Japão                                                  | 1925  |
| Type 64 pistol                     | China North Industries Corporation                          |                                 | 7.62×17mm Type 64 | China                                                  | 1960  |
| Type 77 pistol                     | China North Industries Corporation                          |                                 | 7.62×17mm Type 64 9×19mm Parabellum                                                                                            | China                                                  | 1976  |
| UZI Pistol                         | Israel Military Industries                                  |                                 | 9×19mm Parabellum | Israel                                                 | 1980s |
| Vektor CP1                         | Denel                                                       |                                 | 9×19mm Parabellum | África do Sul                                          | 1996  |
| Vektor SP1                         | Denel                                                       |                                 | 9×19mm Parabellum | África do Sul                                          | 1992  |
| Viper Jaws pistol                  | King Abdullah Design and Development Bureau                 |                                 | | Jordânia · Estados Unidos                              | 2005  |
| Vis pistol                         | Fabryka Broni                                               |                                 | 9×19mm Parabellum | Polônia                                                | 1935  |
| Volkspistole                       | Mauser                                                      |                                 | 9×19mm Parabellum | Alemanha                                               | 1940s |
| vz. 50                             |                                                             |                                 | .32 ACP | Checoslováquia                                         |       |
| Walther CCP                        | Walther arms                                                |                                 | 9×19mm Parabellum | Alemanha                                               | 2014  |
| Walther HP                         | Walther arms                                                |                                 | 9×19mm Parabellum | Alemanha                                               |       |
| Walther Model 9                    | Walther arms                                                |                                 | .25 ACP | Alemanha                                               | 1921  |
| Walther P5                         | Walther arms                                                |                                 | 9×19mm Parabellum | Alemanha                                               | 1970s |
| Walther P22                        | Walther arms                                                |                                 | .22 Long Rifle | Alemanha                                               | 1996  |
| Walther P38                        | Walther arms                                                |                                 | 9×19mm Parabellum | Alemanha                                               | 1938  |
| Walther P88                        | Walther arms                                                |                                 | 9×19mm Parabellum | Alemanha                                               | 1988  |
| Walther P99                        | Walther arms                                                |                                 | 9×19mm Parabellum .40 S&W | Alemanha                                               | 1996  |
| Walther PP                         | Walther arms                                                |                                 | .22 Long Rifle .380 ACP | Alemanha                                               | 1929  |
| Walther PK380                      | Walther arms                                                |                                 | .380 ACP | Alemanha                                               | 2009  |
| Walther PPK                        | Walther arms                                                |                                 | .22 Long Rifle .32 ACP .380 ACP                                                                                                | Alemanha                                               | 1931  |
| Walther PPQ                        | Walther arms                                                |                                 | 9×19mm Parabellum .40 S&W 9×21mm                                                                                               | Alemanha                                               | 2011  |
| Walther PPS                        | Walther arms                                                |                                 | 9×19mm Parabellum .40 S&W | Alemanha                                               | 2007  |
| Walther TPH                        | Walther arms                                                |                                 | .22 Long Rifle .25 ACP | Alemanha                                               | 1961  |
| Webley Self-Loading Pistol         | Webley & Scott                                              |                                 | .38 ACP .455 Webley | Reino Unido                                            | 1910  |
| Welrod                             | Birmingham Small Arms Company                               |                                 | .32 ACP | Reino Unido                                            |       |
| Werder pistol model 1869           | Johann Ludwig Werder                                        |                                 | 11.5mm Werder | Baviera                                                | 1869  |
| Whitney Wolverine                  | Whitney Firearms Inc                                        |                                 | .22 Long Rifle | Estados Unidos                                         | 1953  |
| Wildey                             | Wildey F.A. Incorporated                                    |                                 | .357 Wildey Magnum .44 Auto Mag .45 Winchester Magnum .41 Wildey Magnum .44 Wildey Magnum .45 Wildey Magnum .475 Wildey Magnum | Estados Unidos                                         |       |
| WIST-94                            | PREXER Ltd.                                                 |                                 | 9×19mm Parabellum | Polónia                                                | 1994  |
| Z84                                | Star Bonifacio Echeverria, S.A.                             |                                 | 9×19mm Parabellum | Espanha                                                | 1985  |
| Zaragoza Corla                     | Fabrica de Armas Zaragoza                                   |                                 | .22 Long Rifle | México                                                 |       |
| Zastava P25                        | Zastava Arms                                                |                                 | .25 ACP | Iugoslávia                                             |       |
| Zastava M57                        | Zastava Arms                                                |                                 | 7.62×25mm Tokarev | Iugoslávia                                             | 1957  |
| Zastava M70                        | Zastava Arms                                                |                                 | .32 ACP .380 ACP | Iugoslávia                                             | 1970  |
| Zastava M88                        | Zastava Arms                                                |                                 | 9×19mm Parabellum .40 S&W | Iugoslávia                                             | 1987  |
| Zastava PPZ                        | Zastava Arms                                                |                                 | 7.62×25mm Tokarev (Rumor não confirmado)                                                                                       | Sérvia                                                 | 2007  |